# 偽林檎
偽林檎（にせりんご）は、Mac OS Xで動作する伺かのベースウェア(互換ソフト)。作者はphonohawk。GNU General Public Licenseで配布されている。

## 特徴
- プラグインは専用ビルド版が必要。

## リンク
- GATA DURMIENTE 公式サイト

| スタブアイコン | サブスタブ | この項目は、まだ閲覧者の調べものの参照としては役立たない、コンピュータに関連した書きかけの項目です。この項目を加筆・訂正などしてくださる協力者を求めています（P:コンピュータ）。 |